# Лобай Володимир Григорович
Володимир Лобай (псевдо: «Вугляр», «Ромко», «Сліпий», «Федір»; 27 жовтня 1911, с. Волсвин,  тепер Червоноградська міська громада, Львівська область — 31 січня 1974, м. Ванкувер, Канада) — діяч ОУН, суспільний референт крайової екзекутиви ОУН ПЗУЗ. 

## Життєпис
Навчався протягом 1924—1928 у Сокальській гімназії.
Член ОУН з 1929 року, провідник Радехівіського повіту у 1930—1938, а з 1938 провідник ОУН Сокальської округи. Займався становлення підпілля ОУН на Волині. У грудні 1938 заарештований польською поліцією, ув'язнений у тюрмах Луцька та Рівного.
Звільнився на початку 2-ї світової війни у вересні 1939. Організовував протягом 1939—1940 нелегальні переходи членів ОУН німецько-радянського кордону через Західний Буг. Займав пост суспільного референта крайової екзекутиви ОУН ПЗУЗ з грудня 1940 до літа 1941. Виконував протягом 1941—1942 обов'язки кур'єра крайового провідника і члена Проводу ОУН Івана Климіва. У лютому 1942 повернувся до Львова і очолив відділ зв'язків при Проводі ОУН. У листопаді того ж року заарештований ґестапо, утримувався у німецьких концтаборах (в тому числі в Аушвіці).
Звільнений союзниками у травні 1945. Проживав у Німеччині (Мюнхен), працював у референтурі зв'язків з краєм Проводу ЗЧ ОУН.
У грудні 1947 емігрував до Канади. Проживав у Ванкувері, брав активну участь у громадсько-політичному житті, був заступником голови Ліги визволення України, делегатом 6-ї конф. ЗЧ ОУН (1956) та 4-го Великого збору ОУН (1968).

## Праці
- Лобай В. З моїх переживань // Макар В. Спомини та роздуми. – Торонто–Київ, 2001. – Т. 2. – Кн. 1.